# Mecanógrafo

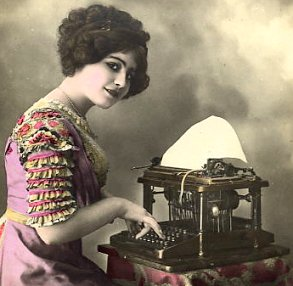
Mecanógrafa

Un mecanógrafo es una persona que tiene por ocupación escribir textos por medio de una máquina de escribir, un ordenador o un móvil.
Antiguamente, los mecanógrafos eran experimentados usuarios de máquinas de escribir. Posteriormente, con la difusión de los ordenadores, se les ha pasado a exigir el correcto manejo de programas informáticos (en especial los de tratamientos de textos) y de otros periféricos asociados a ellos como la impresora. El número de mecanógrafos en las oficinas y otros ámbitos se ha visto muy disminuido con la llegada de la ofimática y la facilidad y rapidez de editar textos por parte de los propios usuarios.
Los mecanógrafos tienen como función la preparación del material a pasar a máquina, así como su introducción en el ordenador o pasado a papel. El mecanógrafo debe revisar el resultado de su trabajo y corregir los posibles errores consultando al redactor si es preciso. En ocasiones, tienen que escribir al dictado de otra persona en directo, o bien escuchando su voz grabada en un reproductor. Entre el material que habitualmente mecanografía y revisa se encuentran cuadros estadísticos, correspondencia, etiquetas, formularios y todo tipo de informes profesionales. También puede requerírseles la corrección de informes existentes sobre un soporte físico o desde el propio ordenador.